# Biblioteca e archivio del Risorgimento
La biblioteca e archivio del Risorgimento è una biblioteca di Firenze che conserva documenti inerenti al Risorgimento.

## Storia
È stata fondata nell'agosto del 1945 in seguito alla trasformazione del Museo del Risorgimento di Firenze, che era stato istituito nel 1901, in Biblioteca e Archivio del Risorgimento. La collezione documentale conservata è stata coinvolta dall'alluvione di Firenze del 1966, durante la quale è stata pesantemente danneggiata. Dopo un'accurata opera di restauro, la biblioteca ha riaperto al pubblico nel 1969.

## Il patrimonio documentale
Il patrimonio documentale della biblioteca comprende circa 30.000 volumi, 550 volumi di periodici, 
due cinquecentine, dieci periodici correnti e cento periodici cessati. Oltre ai fondi bibliografici e ai manoscritti, la biblioteca conserva anche una cospicua raccolta iconografica d'epoca risorgimentale.
È possibile la consultazione del materiale conservato, mentre per ottenerne il prestito occorre possedere una lettera di presentazione.